# Ostrów (rejon piński)
Ostrów (biał. Востраў; ros. Остров) – wieś na Białorusi, w obwodzie brzeskim, w rejonie pińskim, w sielsowiecie Łasick, nad Styrem.
Od wschodu, południa i północnego zachodu graniczy z Rezerwatem Krajobrazowym Prostyr.
Znajduje się tu zabytkowa parafialna cerkiew prawosławna pw. Narodzenia Matki Bożej.

## Historia
Dawniej wieś i folwark. W dwudziestoleciu międzywojennym leżał w Polsce, w województwie poleskim, w powiecie pińskim, do 18 kwietnia 1928 w gminie Moroczna, następnie w gminie Wiczówka. Po II wojnie światowej w granicach Związku Sowieckiego. Od 1991 w niepodległej Białorusi.